# Tipula exilis
Tipula exilis är en tvåvingeart som beskrevs av Alexander 1916. Tipula exilis ingår i släktet Tipula och familjen storharkrankar.
Artens utbredningsområde är Peru. Inga underarter finns listade i Catalogue of Life.